# فیلیپ لومر
فیلیپ لومر (فرانسوی: Philippe Lemaire‎؛ ۱۴ مارس ۱۹۲۷ – ۱۵ مارس ۲۰۰۴) بازیگر اهل فرانسه بود.
از فیلم‌ها یا برنامه‌های تلویزیونی که وی در آن نقش داشته است، می‌توان به راز لباس سرخ، آن سوی آینه، ارواح مردگان، آرسن لوپن، کودک مونت کارلو و هفت مرد و یک بدکاره اشاره کرد.